# Lac Vtoroïe
Le Lac Vtoroïe (en russe : озеро Второе, ozero ftaroié) est un lac de Russie, situé au sud-est de l'Oural, dans l'oblast de Tcheliabinsk. Son volume a varié depuis qu'il est observé, mais est en augmentation depuis les années 1930.

## Géographie
Le Lac Vtoroïe se situe dans le nord-est de l'oblast de Tcheliabinsk, dans le Raïon Krasnoarmeïski.

## Hydrologie
D'une superficie de 15,6 km2. La profondeur est relativement faible, puisqu'elle ne dépasse pas 7,6 m, pour une moyenne de 5,2 m. Le volume d'eau est estimé à 81,1 millions de mètres cubes. Son fond est tapissé de limon et les berges sont en pente douce. La salinité du lac varie de 0,9 g/L à 1,3 g/ l.

## Écosystème

### Faune
Aujourd'hui, les pêcheurs sortent du lac des carpes, des corégones, des carassius, des brèmes, des perches, des gardons, des grémilles, des sandres, et des (ru) Рипус.